# 薩米理事會
薩米理事會是一個自發性的非政府薩米人組織，於1956年成立，由九個來自芬蘭、挪威、瑞典以及俄羅斯的成員組織組成，主要致力於處理薩米人公共政策事務。理事會總部最先設立在芬蘭的赫爾辛基和烏茨約基，現已遷往挪威的卡拉紹克。
薩米理事會的設立目的是：
- 提升和捍衛薩米人的權利和利益；
- 團結整個薩米民族；
- 推進對薩米人民族性以及原住民地位的承認；
- 根據薩米人與北歐各政府的協議，維護薩米人在各國法律中的文化、政治、經濟和社會權益

理事會的主要活動是發佈、提供各類與薩米人相關的聲明和建議，同時，亦廣泛參與涉及原住民權益、人權、北極以及環境的國際活動，目前擁有北極理事會的永久參與席位、北歐理事會、巴倫支合作區域以及聯合國經濟及社會理事會的觀察員地位。北歐理事會同時亦與因紐特人北極圈理事會保持密切的關係。

## 成員組織
- 瑞典馴鹿牧民協會
- 科拉薩米人協會（英语：Kola Sámi Association） （俄羅斯）
- 莫曼斯克州薩米人協會（英语：Association of Sámi in Murmansk Oblast） （俄羅斯）
- 挪威馴鹿牧民協會
- 挪威薩米人協會（英语：Norwegian Sámi Association）
- 薩米地區全國協會（瑞典）
- 薩米人民聯合會（英语：People's Federation of the Saami） （挪威）
- 瑞典薩米人全國聯盟
- 芬蘭薩米中心協會

## 組織
薩米大會是薩米理事會最高機構，每四年舉行一次，分別由九個成員組織中派出，共有72名代表。今天代表薩米民族的薩米旗、薩米民族紀念日和《薩米人民之歌》皆由薩米大會所確定。第一屆薩米大會於1953年在瑞典約克莫克舉行。
執行委員會負責理事會的行政運行。
文化委員會由五名代表組成，當中四名來自各薩米人藝術和文化組織，一名由薩米理事會派出。委員會負責薩米民族的藝術與文化事宜，直接對北歐部長理事會的薩米文化資助計劃負責。
祕書長由理事會委任，並且其領導的祕書處包含以下部門：
- 文化部[4]
- 人權部[5]
- 北極與環境部[6]
- 歐盟部

## 参見
- 萨米议会 (挪威)
- 萨米议会 (芬兰)
- 萨米议会 (瑞典)
- 北歐理事會
- 北極理事會
- 因紐特人北極圈理事會